# Sociedade Esportiva Ponto Frio
A Sociedade Esportiva Ponto Frio, ou simplesmente Ponto Frio, é um clube de futebol feminino com sede na cidade de Goiânia, fundado em 11 de julho de 1983 por José Osvaldo Ribeiro. O clube alcançou sucesso notável no início de sua história, conquistando o título do Campeonato Goiano de Futebol Feminino em duas temporadas consecutivas, em 1983 e 1984. Essas vitórias destacaram o desempenho das jogadoras e a liderança do clube naquela época.
O Ponto Frio teve a oportunidade de participar da Taça Brasil, um torneio de grande prestígio no cenário do futebol feminino. No entanto, em uma das etapas cruciais da competição, o clube enfrentou o Esporte Clube Radar e sofreu uma derrota por 5x0 na semifinal.
O confronto terminou em um cenário desagradável, com incidentes de confronto físico entre as jogadoras de ambas as equipes, resultando na expulsão de todas as jogadoras da Sociedade Esportiva Ponto Frio.